# Steinkreis von Gurteen
Der Steinkreis von Gurteen (auch Gorteen) ist ein axialer Steinkreis (englisch Axial Stone Circle – ASC) der Cork-Kerry-Serie. Er liegt im Townland Gurteen (irisch Na Goirtíní) nördlich des Glashagorour (Fluss) und südlich des Dorfes Kilgarvan im County Kerry in Irland. Er hat die SMR-Nummer (Sites and Monument Record) KE094-021001.
Er besteht aus elf Steinen mit Höhen von 0,7 bis 1,5 m, Längen von 0,6 bis 2,8 m und Dicken von 0,3 bis 0,6 m, einer davon liegt am Boden. Zwei etwa 1,0 und 0,75 m hohe Steine stehen radial zum Kreis und bilden im Nordosten einen Eingang. Der liegende Axialstein ist eine regelmäßige Platte mit einer Abschrägung auf seiner Oberseite auf und ungewöhnlicherweise der größte Stein des Kreises, der einen Durchmesser von etwa 10,5 m hat.
Eine Bestattung liegt unter einem Felsblock im Innenraum.
Der Menhir von Gorteen mit einer Höhe von 3,8 m und einer Grundfläche von etwa 1,0 m² steht etwa 250 m südlich des Steinkreises am Carrignagown Hill.